# 국도 제27호선 (미국)

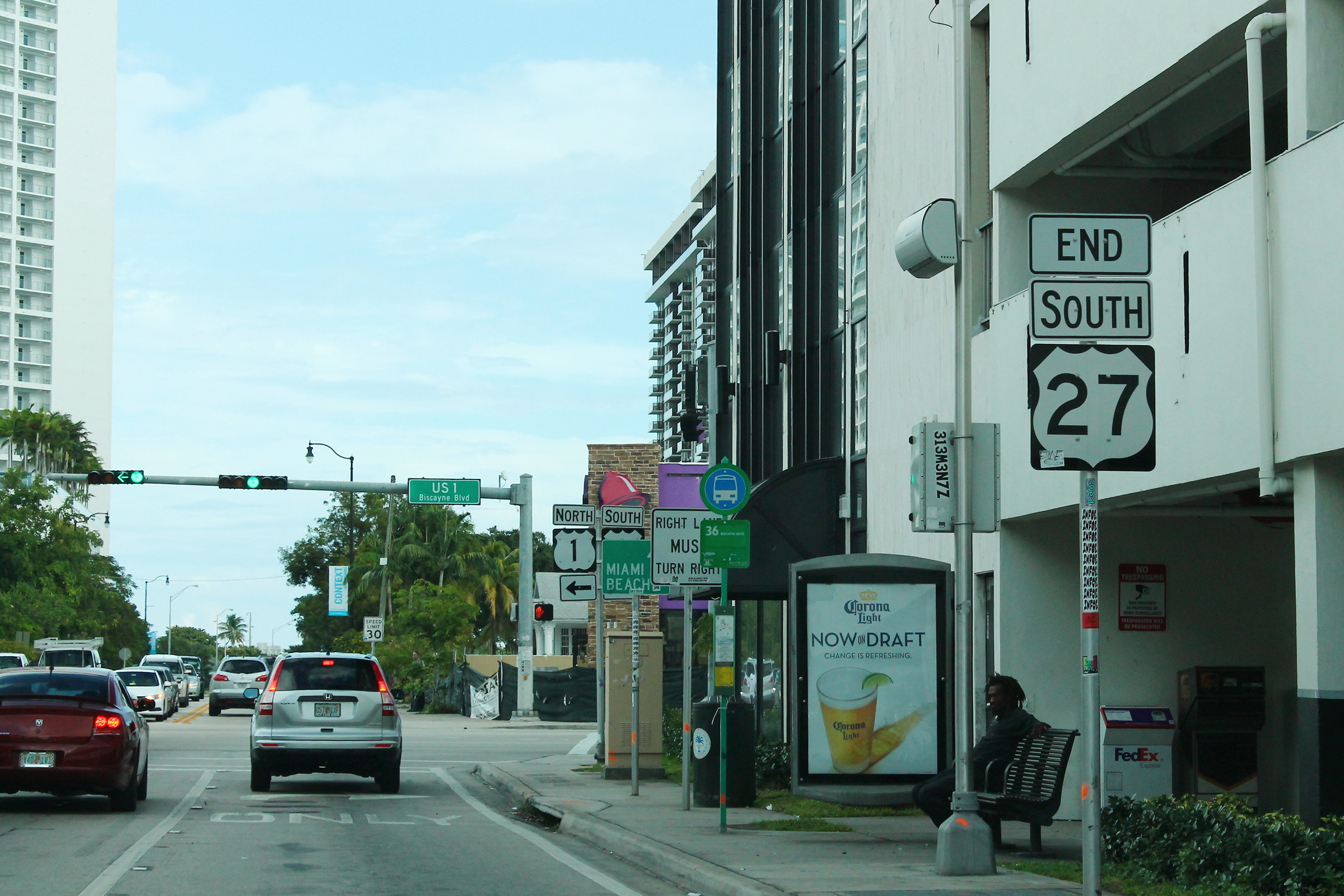
기점인 마이애미에서 미국 1·27번 국도가 서로 교차하고 있는 모습.

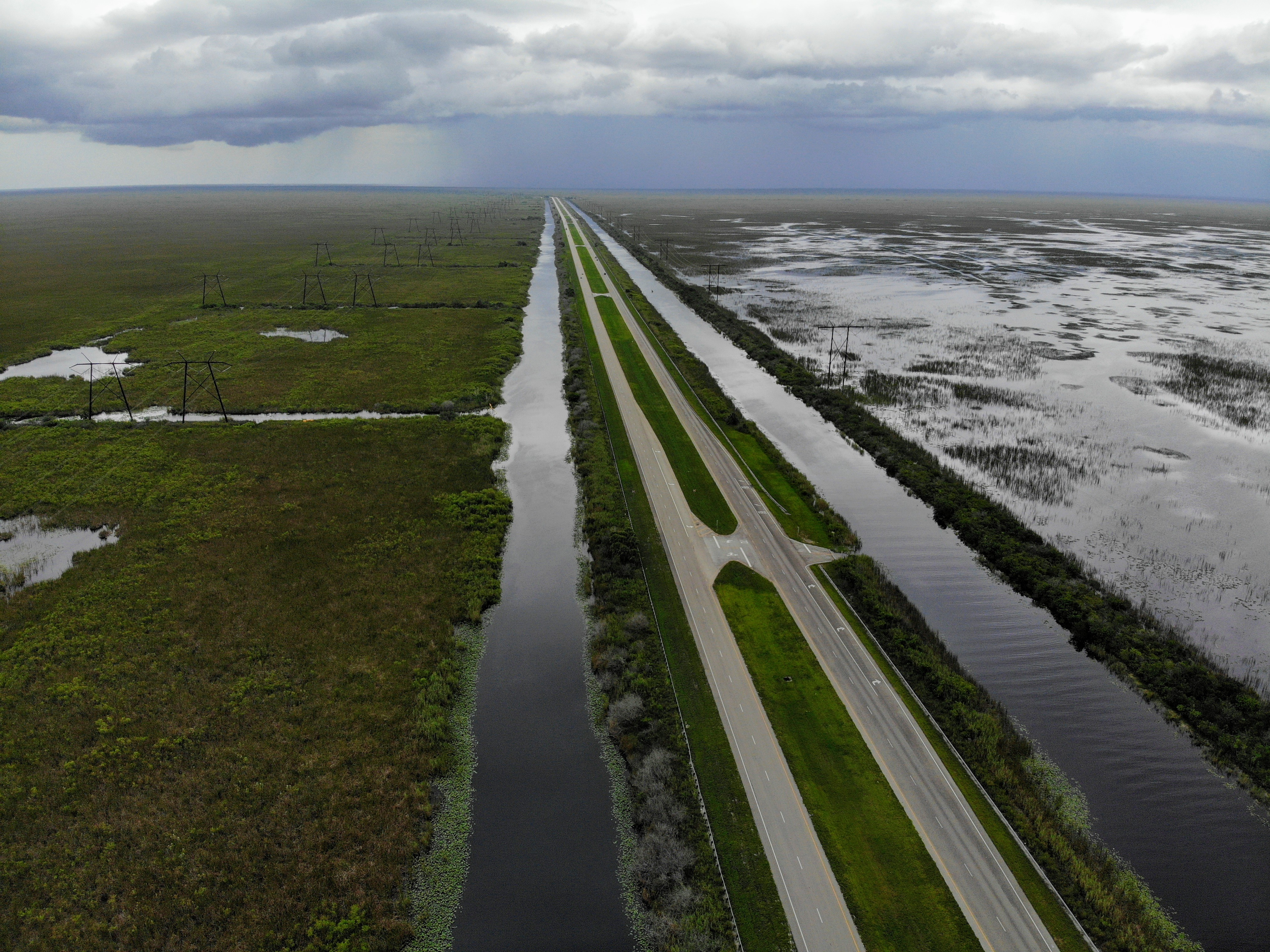
에버글래이즈 상공에서 항공으로 촬영된 US 27의 전경.

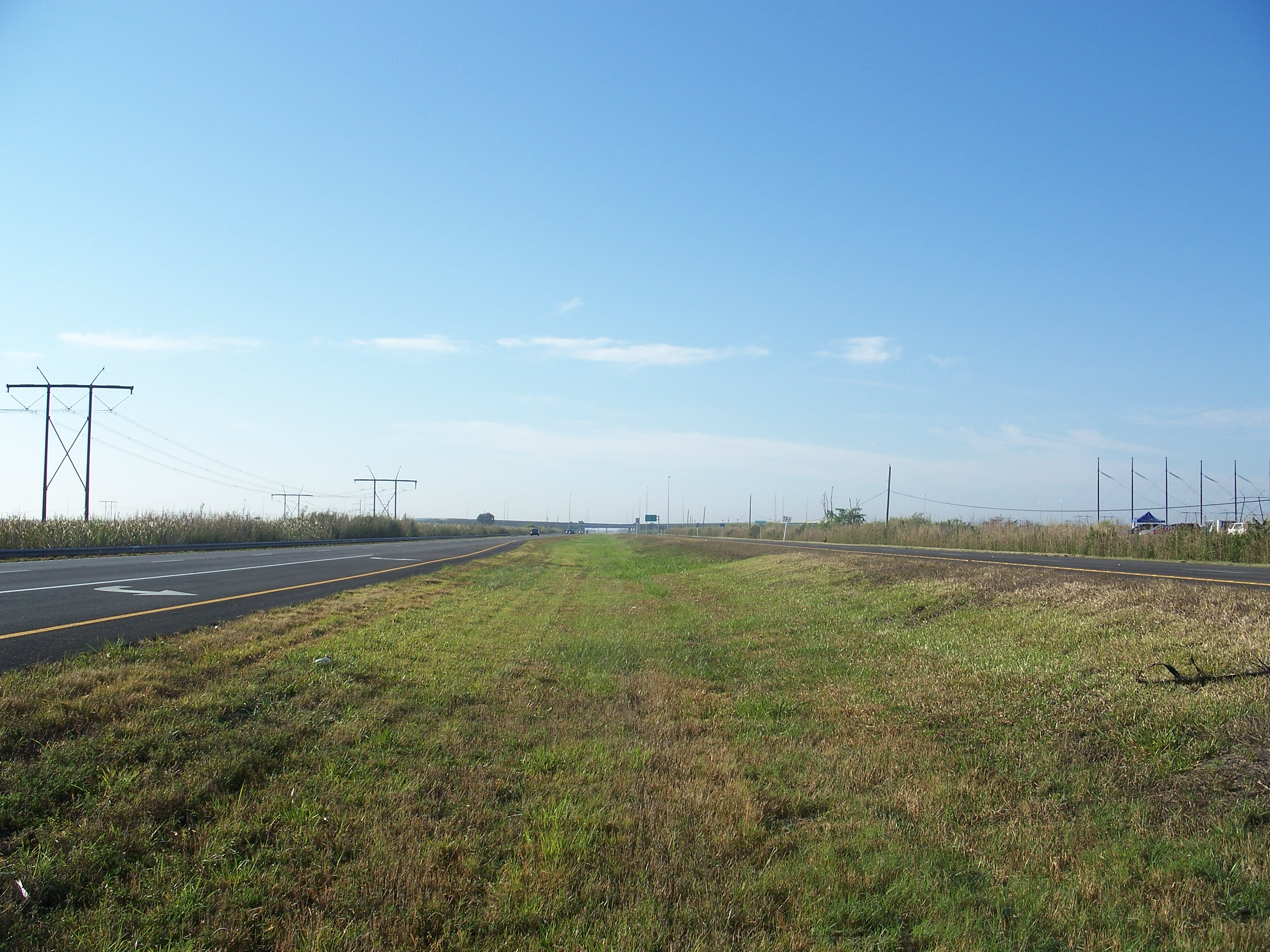
앤디타운의 근처에 있는 나들목에서 주간고속도로 제75호선과 US 27이 서로 접촉하고 있는 모습.

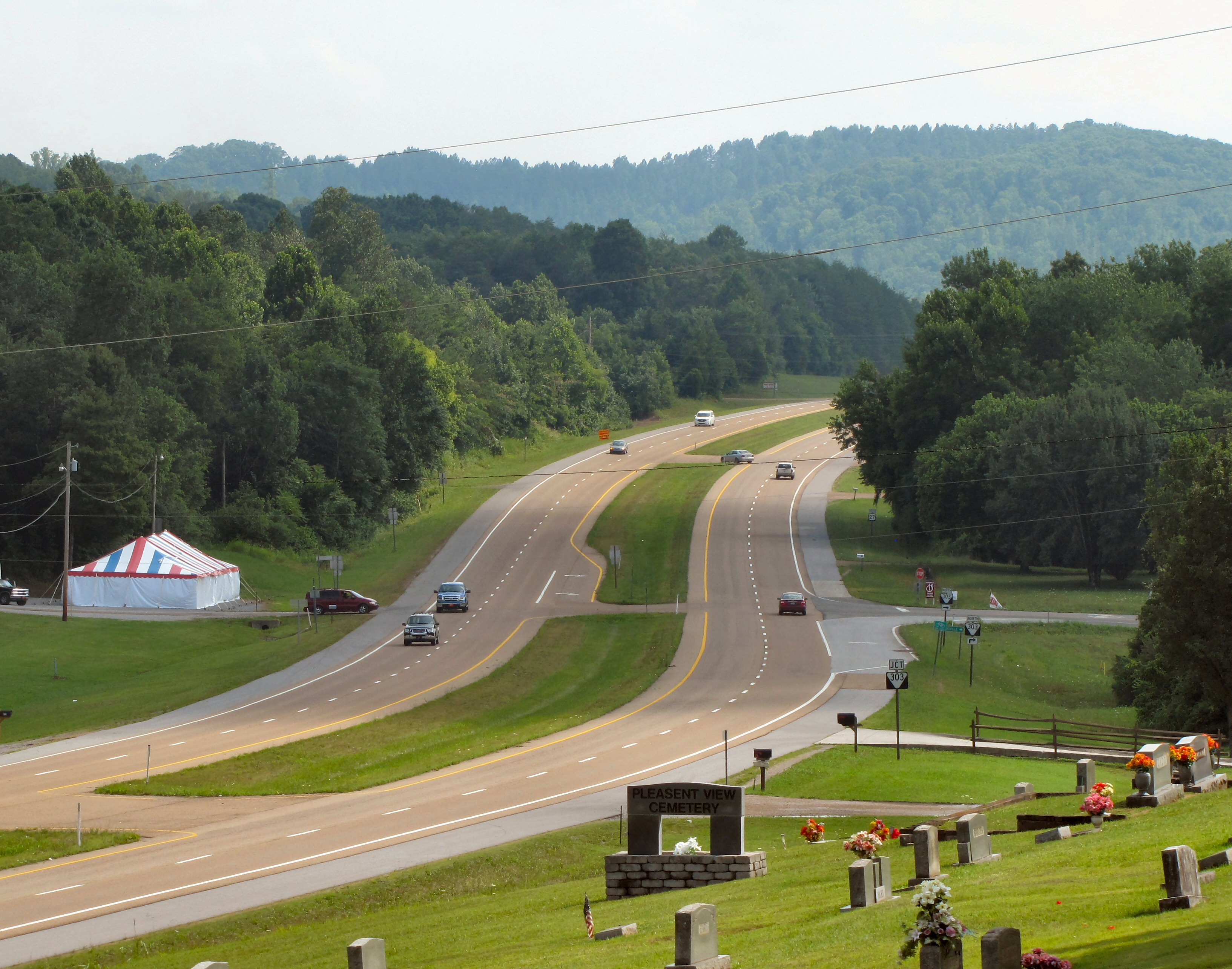
테네시주 그레이스빌 근처의 교차로에서 SR 303과 접촉하고 있는 US 27

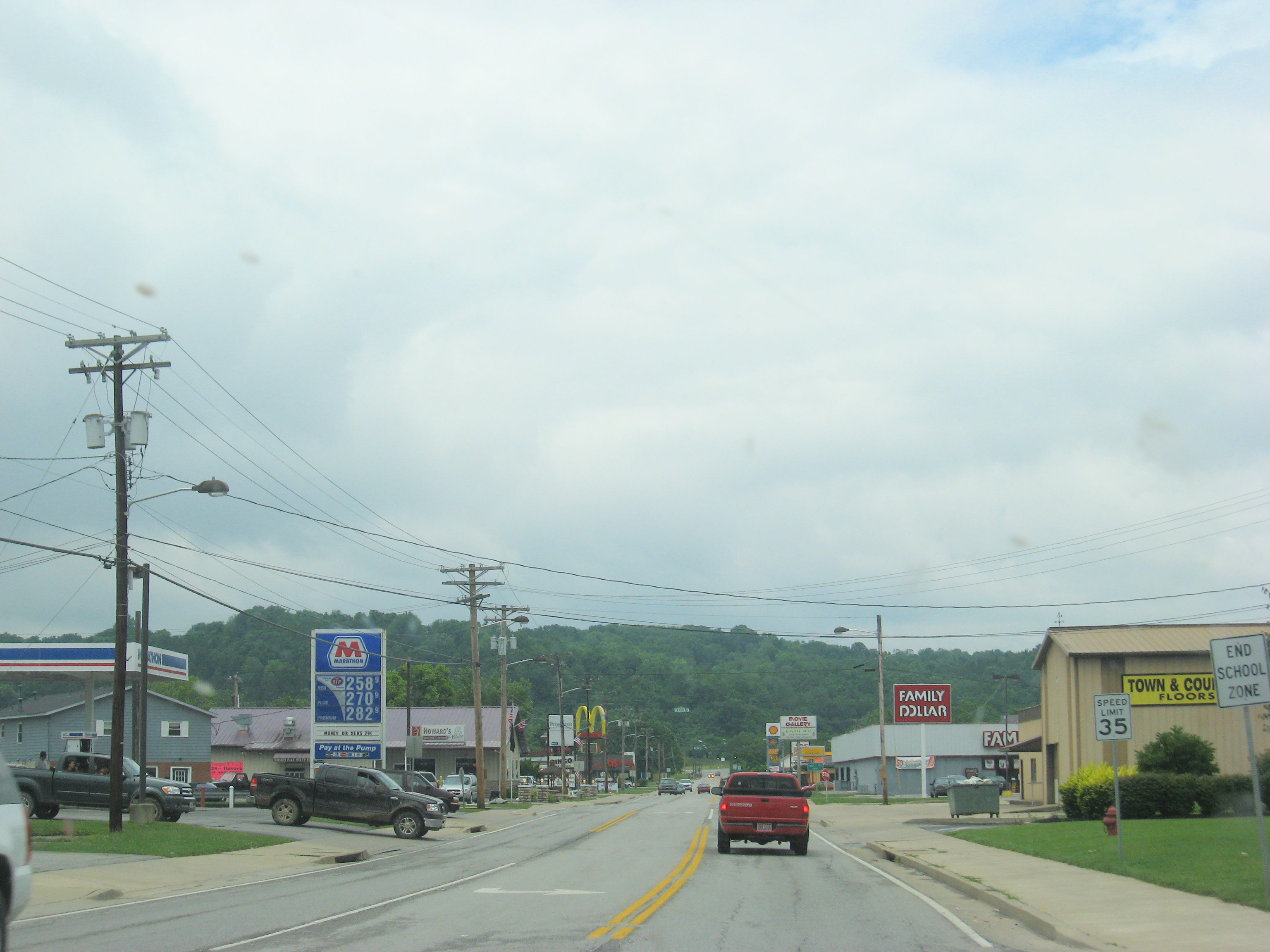
켄터키주 팰머스를 통과하고 있는 US 27

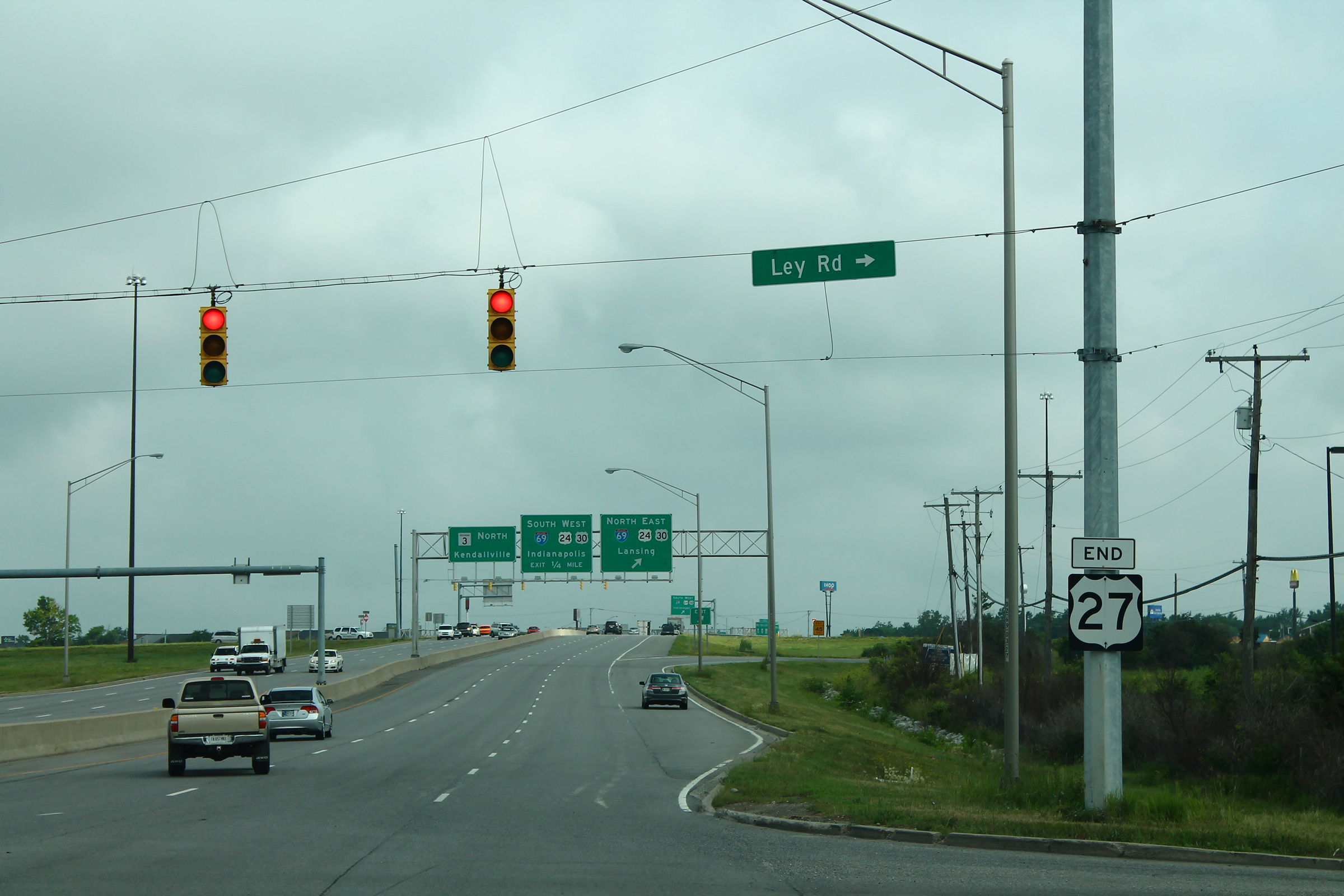
인디애나주 포트웨인을 종점으로 삼고 있는 미국 27번 국도의 전경. 이 곳에서는 주간고속도로 제69호선과 US 24, US 30 등과도 교차하고 있다.

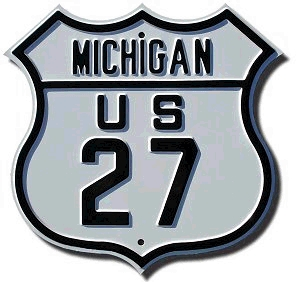
옛 미시간주에 존재하게 된 US 27의 실제 마크이지만, 현재는 US 27의 미시간주 구간이 없는 대신, 주간고속도로 69, 75호선 및 US 127로 대체된 상태이다.

국도 제27호선(U.S. Route 27)은 남북간 노선을 이루고 있는 미국의 일반 국도로 총 연장은 1,540 mi이다. 그러나 해당 국도의 기점인 마이애미에서는 국도 제1호선과 만나게 되고, 종점인 포트웨인에서는 주간고속도로 제69호선과 만나게 된다. 주요 경유지 및 핵심 도시들을 살펴보면, 마이애미에서 플로리다주의 중심부를 거쳐 탤러해시를 관통시키고 있으며, 이후에는 조지아주의 콜럼버스를 거쳐 롬, 테네시주의 채터누가, 켄터키주의 렉싱턴, 오하이오주의 신시내티와 옥스퍼드, 인디애나주의 리치먼드 등을 중간 경유지로 관통한다. 참고로 이 국도는 기존의 딕시 하이웨이의 서부 구간 중 상당수를 대체하는 국도 노선이기도 하다.

## 통과하는 도로

### 주간고속도로
- 주간고속도로 제75호선
- 주간고속도로 제4호선
- 주간고속도로 제185호선
- 주간고속도로 제85호선
- 주간고속도로 제20호선
- 주간고속도로 제24호선
- 주간고속도로 제124호선
- 주간고속도로 제40호선
- 주간고속도로 제64호선
- 주간고속도로 제75호선
- 주간고속도로 제471호선
- 주간고속도로 제74호선
- 주간고속도로 제275호선
- 주간고속도로 제70호선
- 주간고속도로 제469호선
- 주간고속도로 제69호선

### 국도
- 국도 제1호선
- 국도 제441호선
- 국도 제98호선
- 국도 제17호선
- 국도 제92호선
- 국도 제192호선
- 국도 제301호선
- 국도 제41호선
- 국도 제129호선
- 국도 제221호선
- 국도 제19호선
- 국도 제98호선
- 국도 제319호선
- 국도 제90호선
- 국도 제84호선
- 국도 제280호선
- 국도 제80호선
- 국도 제29호선
- 국도 제78호선
- 국도 제278호선
- 국도 제411호선
- 국도 제41호선
- 국도 제127호선
- 국도 제70호선
- 국도 제150호선
- 국도 제68호선
- 국도 제60호선
- 국도 제25호선
- 국도 제421호선
- 국도 제460호선
- 국도 제62호선
- 국도 제42호선
- 국도 제50호선
- 국도 제52호선
- 국도 제22호선
- 국도 제41호선
- 국도 제40호선
- 국도 제36호선
- 국도 제33호선
- 국도 제150호선
- 국도 제224호선
- 국도 제24호선
- 국도 제30호선

## 관련 국도 노선
- 국도 제127호선
- 국도 제227호선
- 미국 국도 27호선의 특별 구간